# Eclipta alatocarpa
Eclipta alatocarpa là một loài thực vật có hoa trong họ Cúc. Loài này được Melville mô tả khoa học đầu tiên năm 1960.